# Миссия ООН в Судане
Ми́ссия Организа́ции Объединённых На́ций в Суда́не (МООНВС) была учреждена Советом Безопасности ООН в соответствии с резолюцией 1590 от 24 марта 2005 года в ответ на подписание 9 января 2005 года в Найроби, Всеобъемлющего мирного соглашения между правительством Судана и Народной армией освобождения Судана.
Задачами МООНВС являлись поддержка осуществления Всеобъемлющего мирного соглашения, выполнение функций, относящихся к гуманитарной помощи, защите, поощрению прав человека, и оказание поддержки Объединённой африканской миссии в Судане. Мандат МООНВС закончился 9 июля 2011 года; Совет Безопасности ООН официально завершил миссию 11 июля 2011 года.

## Страны-участники
В состав миссии вошли 10 000 военных и 715 сотрудников полиции.
Военнослужащих предоставили: Австралия, Австрия, Бангладеш, Ботсвана, Бразилия, Венгрия, Гватемала, Греция, Дания, Джибути, Индия, Индонезия, Италия, Камбоджа, Канада, Китай, Кыргызстан, Хорватия, Египет, Фиджи, Финляндия, ФРГ, Эквадор, Япония Иордания, Кения, Малави, Намибия, Непал, Нидерланды, Новая Зеландия, Нигерия, Норвегия, Пакистан, Парагвай, Перу, Польша, Румыния, Россия, Южная Корея, Испания, Швеция, Таиланд, Великобритания, США, Украина, Уругвай, Вьетнам, Йемен, Замбия, Зимбабве, Руанда.
Полицейских предоставили: Аргентина, Австралия, Бангладеш, Бутан, Бразилия, Босния и Герцеговина, Канада, Китай, Дания, Египет, Фиджи, Гамбия, Германия, Гана, Индия, Индонезия, Иордания, Кения, Корея, Малайзия, Непал, Нидерланды, Новая Зеландия, Нигерия, Норвегия, Пакистан, Филиппины, Россия, Шри-Ланка, Самоа, Швеция, Танзания, Турция, Уганда, Великобритания, США, Украина, Замбия, Зимбабве.

## Потери
По официальным данным ООН, погибли 60 сотрудников миротворческой миссии ООН (23 иностранных военнослужащих из миротворческих сил ООН, три военных наблюдателя, 3 полицейских, 8 иностранных гражданских специалистов, 22 нанятых местных жителя и 1 человек из других категорий сотрудников миссии).
Сведений о расходах не имеется. Утвержденный резолюцией 60/122 B бюджет на второй год (в период между 1 июля 2006 года по 30 июня 2007 года) был запланирован в размере $1,079,530,000[уточнить].